# Соболевка (Хмельницкая область)
Соболевка (укр. Соболівка) — село в Волочисском районе Хмельницкой области Украины.
Население по переписи 2001 года составляло 63 человека. Почтовый индекс — 31214. Телефонный код — 3845. Занимает площадь 0,32 км². Код КОАТУУ — 6825287801.

## Местный совет
31214, Хмельницкая обл., Волочисский р-н, с. Ожиговцы